# O2 Manchester Apollo
O2 Manchester Apollo, também chamado de Teatro Apollo, é uma casa de espetáculos localizado em Manchester, Inglaterra, que suporta 3500 pessoas.